# Bolxoie Skuràtovo
Bolxoie Skuràtovo (en rus: Большое Скуратово) és un poble de l'óblast de Tula, a Rússia, segons el cens del 2010 tenia 346 habitants.